# 三ちゃん農業
三ちゃん農業（さんちゃんのうぎょう）とは、それまで農家の働き手であった男性が出稼ぎに出たり、農業以外の職業に従事したりして、老年男性と老年女性と主婦、すなわち「じいちゃん、ばあちゃん、かあちゃん」により農業が営まれることである。
1960年代に増加し、1963年の流行語にもなった。このような背景として、戦後の高度経済成長と、それに伴う池田内閣の所得倍増計画に伴う農村人口の減少があげられる。
池田内閣はこの緊急事態を受けて急遽1961年に農業基本法を制定するも、兼業農家が増えて、逆効果となってしまった。また、「二ちゃん農業」と呼ばれる、老年男性と老年女性、すなわち「じいちゃん、ばあちゃん」による農業を意味する言葉はおろか、「一ちゃん農業」と呼ばれる、老年男性、老年女性、主婦のいずれか1人が農業に従事するという言葉までもが生まれるという結果にもなった。
男性は東京等の都会に出て平日はサラリーマンで、休日は農業を行うことが多かった。